# Idiot’s Delight (dramat)
Idiot’s Delight – sztuka amerykańskiego dramaturga Roberta Emmeta Sherwooda, opublikowana w 1936. Przyniosła autorowi pierwszą z czterech Nagród Pulitzera. Na jej podstawie powstał film z Clarkiem Gable’em.